# Saint-Sauveur-Lalande
Saint-Sauveur-Lalande là một xã, nằm ở tỉnh Dordogne vùng Aquitaine của Pháp. Xã này có diện tích 9,3 km², dân số năm 2005 là 118 người. Xã nằm ở khu vực có độ cao trung bình 102 m trên mực nước biển.

## Thông tin nhân khẩu
| Năm    | 1962 | 1968 | 1975 | 1982 | 1990 | 1999 | 2005 |
| ------ | ---- | ---- | ---- | ---- | ---- | ---- | ---- |
| Dân số | 148  | 146  | 136  | 121  | 129  | 116  | 118  |